# Famine dans le Deccan de 1630-1632
 (novembre 2019).
Si vous disposez d'ouvrages ou d'articles de référence ou si vous connaissez des sites web de qualité traitant du thème abordé ici, merci de compléter l'article en donnant les références utiles à sa vérifiabilité et en les liant à la section « Notes et références ».
La famine dans le Deccan de 1630-1632 est une famine survenue sur le plateau du Deccan et au Gujarat. Elle fut le résultat de trois échecs consécutifs des cultures des aliments de base entraînant une malnutrition extrême, des maladies et des déplacements de population dans la région. Cette famine est l'une des plus dévastatrices de l'histoire de l'Inde et est la plus grave survenue dans l'empire moghol.

## Bilan
Un rapport hollandais sur la famine à Surate notait qu'elle était principalement due à un manque de pluie et aux demandes de l'armée de Shâh Jahân campée à Burhanpur. Environ trois millions de personnes sont mortes dans le Gujarat au cours de la période se terminant en octobre 1631, tandis qu'un million de personnes sont mortes autour d'Ahmadnagar. Le rapport hollandais indique un bilan total de 7,4 millions de morts à la fin de l'année 1631.